# Římskokatolická farnost Hlavice
Římskokatolická farnost Hlavice (lat. Hlavicium) je zaniklá církevní správní jednotka sdružující římské katolíky na území obce Hlavice a v jejím okolí. Centrem farnosti byl kostel svatého Linharta v Hlavici.

## Historie farnosti
Farnost je starobylá a datum jejího založení není známo. Obnovena byla roku 1705. Matriky jsou vedeny od roku 1772.
Ke dni 31. prosince 2024 byla na základě rozhodnutí litoměřického biskupa Stanislava Přibyla sloučena do farnosti – děkanství Český Dub, která se tak stala nástupnickou farností.

### Duchovní správcové vedoucí farnost
Začátek působnosti jmenovaného v duchovní správě farnosti od roku:
- Chotěbor
- 1359   Ludovicus
- Joannes
- Paulus
- 1369   Joannes
- 1370   Gallus
- 1379   Verianus
- 1386   Wenceslaus
- Udalricus
- Nicolaus
- 1402   Nicolaus
- 1412   Petrus
- Nicolaus
- 1417   Simon
- 1418   Nicolaus
- 1429   Nicolaus
- 1572–74 Joannes Florentinus
- 1706   proto-par. (1. farář) Carolus Neradius
- 1708   Wenceslaus Ignatius Czippl
- 1709   Antonius Franciscus Wolf
- 1711   Antonius Franciscus Khern
- 1712   Antonius Franciscus Schwarz
- 1714   Martinus Josephus Hlava n. 1689, † 25. 3. 1760
- 1718   Georgius  Franciscus Fuhrmann
- 1724   Franciscus Fabianus Freudzl
- 1765   Joannes Thomas Hagenmüller
- 1776   Josephus Maxmilianus Fibiger
- 1780   Franc. Damek, † 6. 5. 1792
- 1792   Jos. Pechaczek, † 24. 4. 1812
- 1812   Jos. Schmidt, n. 24. 12. 1780 Hradiště, o. 10. 9. 1801, † 14. 8. 1832
- 1817   par. vacat, coop. Franc. Raubach
- 1817   Wenc. Berz, † 13. 4. 1820
- 1820   Jos. Michalek, n. 6. 9. 1783 Morchenstein, o. 30. 8. 1806, † 14. 12. 1864
- 1821   Franc. Schovánek, n. 25. 2. 1792 Pasek., o. 5. 9. 1814, † 6. 1. 1834
- 1828   Joann. Dudek, n. 6. 11. 1787 Troskovic., o. 17. 8. 1814, † 2. 4. 1864
- 1852   par. vacat, admin. Em. Košatecky
- 1853   Franc. Dworský, n. 8. 12. 1800 Sobotka, o. 27. 8. 1825, †  1. 6. 1871
- 1866   Jos. Baudis, n. 15. 3. 1805 Turnau., o. 28. 9. 1832, † 31. 8. 1887
- 1879   Jos. Srb, n. 5. 1. 1834 Skyšic. o. 1. 8. 1859 † 30. 12. 1895
- 1893   Joann. Bernat, n. 25. 12. 1846 Příchvoj., o. 19. 7. 1873, † 20. 3. 1921
- 1897   Jos. Pavec, n. 21. 12. 1848 Ounice, o. 22. 7. 1881, † 10. 10. 1916
- 1901   Alois Holínský, n. 14. 4. 1859 Slané, o. 8. 7. 1883, † 21. 11. 1911
- 1911   Anton. Řezáč, n. 13. 8. 1873 Roudnic., o. 10. 7. 1898, † 19. 12. 1968
- 1. 9. 1953  Jan Padrta
- 1. 8. 1954  Václav Marvan
- 1. 6. 1959  Stanislav Havlas
- 6. 3. 1962  Josef Matura
- 1. 5. 1969  Jaroslav Červinka
- 1. 6. 1985  Josef Matura
- 1. 6. 1986  Josef Faltejsek
- 15. 6. 1998 Jozef Piroh
- 1. 3. 2001 – 31. 12. 2024  Miroslav Maňásek, admin. exc.[4]

Kromě kněží stojících v čele farnosti, působili ve farnosti v průběhu její historie i jiní kněží. Většinou pracovali jako farní vikáři, kaplani, katecheté, výpomocní duchovní aj.

## Území farnosti
Do farnosti náleží území obce:
- Benešovice (Beneschowitz[p 3])
- Budíkov (Budikow[p 3])
- Cetenov (Zetten[p 3])
- Dehtáry (Dehtárov[p 3])
- Dolánky (Dolanken[p 3])
- Doleček (Doletschek[p 3])
- Hlavice (Hlawitz[p 3])
- Hrubý Lesnov (Gross Lesnow[p 3])
- Kozmice (Kosmitz[p 3])
- Lesnovek (Klein Lesnow[p 3])
- Lísky (Lisek[p 3])
- Malčice (Malschitz[p 3])
- Mohelky
- Náhlov (Nahlau[p 3])
- Nantiškov (Nantischkow[p 3])
- Nesvačily (Neswatschil[p 3])
- Přibyslavice (Pschibislawitz[p 3])
- Sourov (Sauermühle[p 3])
- Strážiště (Straschischt[p 3])
- Těšnov (Teschen[p 3])
- Vápno (Wapno[p 3])
- Vrtky (Wrtka[p 3])
- Vystrkov (Wystrkow[p 3])

## Římskokatolické sakrální stavby na území farnosti
| Fotografie | Stavba              | Místo   | Bohoslužby                      | Zeměpisné souřadnice             | Status       | Číslo kulturní památky           |        |
| Kostel | Kostel              | Kostel  | Kostel                          | Kostel                           | Kostel       | Kostel                           | Kostel |
| --- | ------------------- | ------- | ------------------------------- | -------------------------------- | ------------ | -------------------------------- | ------ |
| | Kostel sv. Linharta | Hlavice | bližší informace o bohoslužbách | 50°37′53″ s. š., 14°55′30″ v. d. | farní kostel | 26169/5-4277 (Pk•MIS•Sez•Obr•WD) |        |
| Některé drobné sakrální stavby a pamětihodnosti lze dohledat zde v databázi Drobné sakrální památky Zaniklé sakrální stavby lze dohledat zde v databázi Poškozené a zničené kostely, kaple a synagogy v České republice |                     |         |                                 |                                  |              |                                  |        |

Ve farnosti se nacházely i další drobné sakrální stavby, místa římskokatolického kultu a pamětihodnosti, které neobsahuje tato tabulka.